# Княжпіль (Польща)
Княжпіль (Ксенжполь, пол. Księżpol) — село в Польщі, у гміні Княжпіль Білгорайського повіту Люблінського воєводства. Населення — 1210 осіб (2011).

## Історія

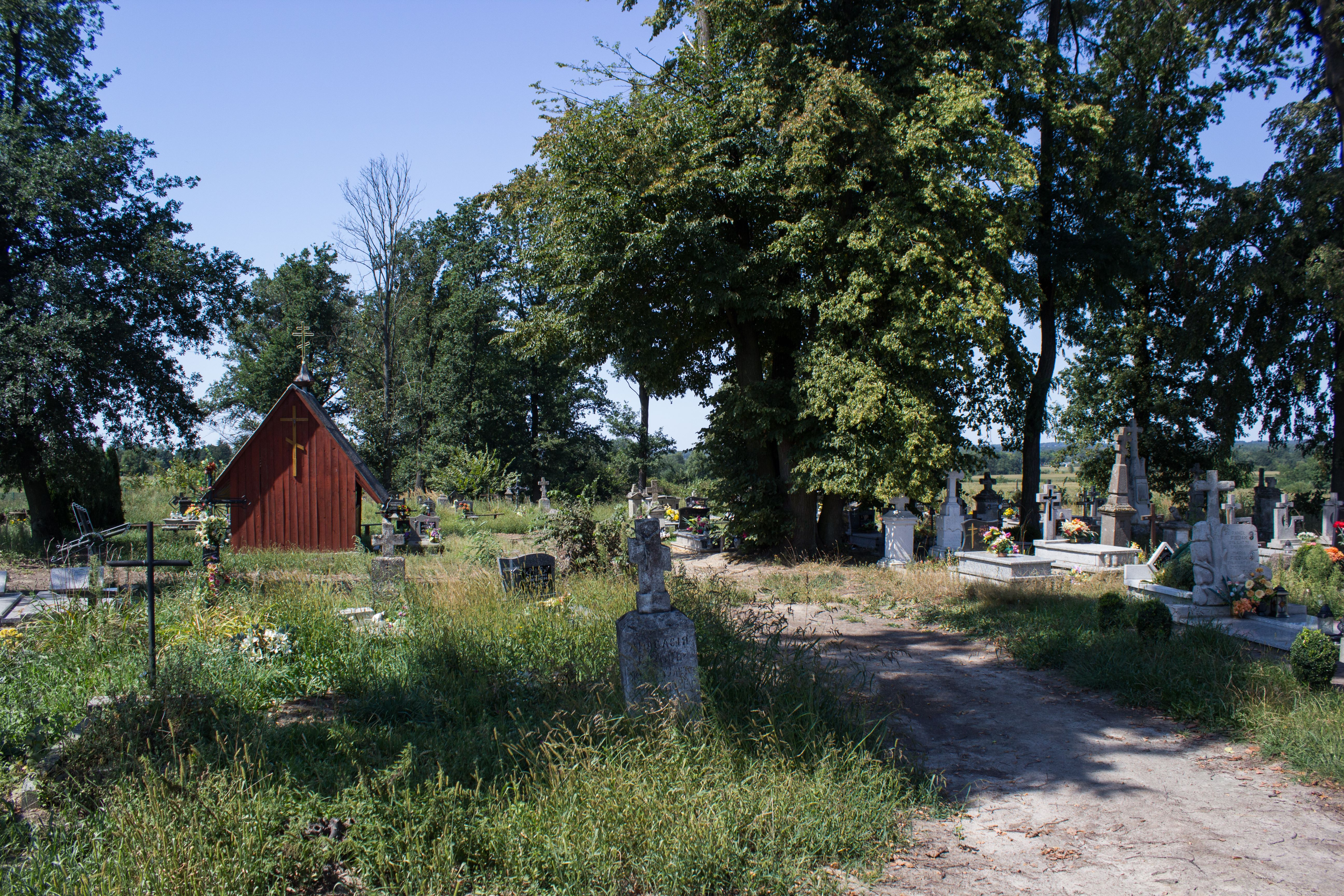
Православний цвинтар

1515 року вперше згадується православна церква в селі.
За даними етнографічної експедиції 1869—1870 років під керівництвом Павла Чубинського, у селі переважно проживали українськомовні греко-католики, меншою мірою — польськомовні римо-католики.
У 1921 році село входило до складу гміни Княжпіль Білґорайського повіту Люблінського воєводства Польської Республіки.
У липні-серпні 1938 року польська влада в рамках великої акції руйнування українських храмів на Холмщині і Підляшші перетворила місцеву православну церкву на римо-католицький костел (за іншими даними знищила).
У 1975—1998 роках село належало до Замойського воєводства.

## Населення
За даними перепису населення Польщі 1921 року в селі налічувалося 125 будинків та 590 мешканців, з них:
- 292 чоловіки та 298 жінок;
- 368 православних, 222 римо-католики;
- 367 українців, 223 поляки.

У 1943 році в селі проживало 664 українці та 360 поляків.
Демографічна структура станом на 31 березня 2011 року:
|          | Загалом | Допрацездатний вік | Працездатний вік | Постпрацездатний вік |
| -------- | ------- | ------------------ | ---------------- | -------------------- |
| Чоловіки | 589     | 147                | 406              | 36                   |
| Жінки    | 621     | 143                | 358              | 120                  |
| Разом    | 1210    | 290                | 764              | 156                  |